# Настигнутый в кабаре
«Настигнутый в кабаре» (англ. Caught in a Cabaret, другие названия — Charlie the Waiter / Faking with Society / Jazz Waiter / Prime Minister Charlie) — короткометражный фильм Чарли Чаплина и Мэйбл Норманд, выпущенный 27 апреля 1914 года.

## Сюжет
Чарли — обычный официант в кабаре. Однажды хозяин отправляет его выгулять собаку и вернуться вовремя, а то он будет наказан. Чарли защищает девушку Мэйбл от хулигана, а та знакомит его со своими родителями. Он представляется послом Греции, а они приглашают его на свою вечеринку. Естественно, он опаздывает вернуться в кабаре и получает взбучку. Затем он отправляется на вечеринку, где здорово напивается и злит ухажера Мэйбл. Вернувшись в кабаре, он продолжает выполнять свои обязанности, в частности избавляет заведение от весьма неприятного посетителя. Как-то раз в кабаре заходит шумная компания, в том числе Мэйбл и её родители. Притворство Чарли раскрыто.

## В ролях
- Чарли Чаплин — Чарли, официант
- Мэйбл Норманд — Мэйбл, светская девушка
- Гарри Маккой — возлюбленный Мэйбл
- Элис Дэвенпорт — мать Мэйбл
- Джозеф Суикерд — отец Мэйбл
- Честер Конклин — официант
- Эдгар Кеннеди — хозяин кабаре
- Мак Суэйн — громила в кабаре / прохожий
- Минта Дёрфи — танцовщица
- Филлис Аллен — танцовщица